# Jura Stublić
Jura Stublić (Sarajevo, 19. prosinca 1953.), hrvatski je glazbenik i skladatelj, najpoznatiji po svom djelovanju u zagrebačkoj novovalnoj skupini Film, ali i po uspješnoj solo karijeri.
Rođen je godine 1953. u Sarajevu. Iz Sarajeva seli zajedno s obitelji u Zagreb 1961. godine, gdje pohađa školu i započinje svoje prve glazbene korake. Godine 1979. osniva glazbeni sastav pod nazivom "Film" s kojim vrlo brzo postiže veliku glazbenu popularnost. Film 1986. godine prestaje s djelovanjem u originalnoj postavi, a Stublić s novim članovima nastupa pod imenom 'Jura Stublić i film'.

## Životopis

### Rano doba
Jura Stublić rođen je 1953. godine u Sarajevu, od oca Tomislava i majke Vesne. Otac mu je bio operni pjevač u sarajevskom Narodnom kazalištu, dok mu se majka bavila šivanjem, a njezine kreacije su nosile mnoge poznate žene među kojima je i operna diva Ljiljana Molnar Talajić. Jura Stublić je u to vrijeme često bio s ocem na sceni dok su se održavale probe, pa mu je to iskustvo dobro došlo kasnije kada se i sam počeo baviti glazbom.
U jesen 1961. godine zajedno s roditeljima doselio se u Sesvetski Kraljevec, gdje je proveo djetinstvo i mladost. Školuje se u Zagrebu gdje pohađa gimnaziju Vladimir Vitasović u Kušlanovoj ulici, a potom upisuje fakultet, najprije studira kemiju (od koje vrlo brzo odustaje), a potom sociologiju i filozofiju na zagrebačkom Filozofskom fakultetu.

### Glazbeni počeci
Početkom sedamdesetih Stublić počinje svirati u podrumu studentskog kluba zajedno s Branimirom Johnnyjem Štulićem i Darkom Rundekom. Stublić je u to vrijeme donio odluku da se počne ozbiljno baviti glazbom zbog čega je napustio fakultet kao apsolvent. Postaje pjevač prve postave grupe Azra, ali je ubrzo napušta, s Mladenom Juričićem i Marinom Pelajićem, zbog neslaganja sa Štulićem. Prva skladba koju je napisao zvala se "Dijete ulice", koju je kasnije uključio na kompilacijski album iz 2001. godine Sve najbolje.

### Film
Godine 1979. Jura Stublić (vokal), Marino Pelajić (bas-gitara), Mladen Juričić (gitara) i Branko Hromatko (bubnjevi), osnivaju sastav pod imenom 'Šporko šalaporko i njegove žaluzine' (po jednoj priči iz lista 'Polet'), ali ga vrlo brzo mijenjaju u Film. Tada im se pridružuje Jurij Novoselić (Kuzma Videosax) na saksofonu. U to vrijeme često nastupaju po koncertima i festivalima i već prije prvog objavljenog materijala postaju velika klupska atrakcija.
Prvi singl objavljuju 1980. godine "Kad si mlad"/"Zajedno", od izdavača Suzy, dok prvi studijski album Novo!Novo!Novo! Još jučer samo na filmu a sada i u vašoj glavi, izlazi sljedeće godine i prodaje se u više od 20.000 primjeraka. Producent je bio Boris Bele iz slovenskog rock sastava Buldožer, dok je autor kompletnog materijala bio Jura Stublić. Produkcija albuma nije bila na visokoj razini pjesama, što je onemogućilo veći uspjeh.
Tada dolazi do promjene u bendu i na bubnjeve dolazi Ivan Piko Stančić. To se pokazalo kao pun pogodak zbog njegovog prethodnog iskustva (Grupa 220, Parni Valjak) i producentskih vještina. Već sljedeći album Film u Kulušiću – Live, na kojemu se nalaze uživo skladbe snimljene na koncertu u zagrebačkom klubu 'Kulušić', prodaje se u nakladi većoj od 60.000 primjeraka.  Do 1987. godine objavljuju još tri studijska albuma nako čega dolazi do razilaženja originalne postave Filma.

### Jura Stublić i Film
Uz Juru Stublića postavu su još činili Robert Krkač (gitara), Dario Kumerle (bas-gitara), Željko Turčinović (bubnjevi) i Bojan Goričanin (klavijature), a iste godine objavljuju studijski album Sunce sja!. Krajem osamdesetih i početkom devedesetih, Stublić često mijenja postave u sastavu, pa tako 1989. godine u sastav umjesto Krkača i Turčinovića dolaze gitarista Deni Kožić i bubnjar Davor Vidiš. U toj postavi objavljuju album Zemlja sreće, na kojemu kao glazbeni gosti nastupaju Laza Ristovski, Vlatko Stefanovski, Massimo Savić, Branko Bogunović, Davor Rodik i klapa Bonaca. Za vrijeme Domovinskog rata, Stublić izdaje album Hrana za golubove, na kojemu se nalaze domoljubne skladbe "Bili cvitak" i "E moj druže beogradski". Godine 1998. okuplja se prva postava Filma, Stublić, Jurčić, Stančić, Pelajić i Novoselić, kako bi nastupili na koncertu pod nazivom 'Zagreb gori'.

## Diskografija

### Film
- Novo!Novo!Novo! Još jučer samo na filmu a sada i u vašoj glavi, Helidon, 1981.
- Film u Kulušiću – Live, Jugoton, 1981., mini LP, Koncertna snimka
- Zona sumraka, Jugoton, 1982.
- Sva čuda svijeta, Jugoton, 1983.
- Signali u noći, Jugoton, 1985.

### Jura Stublić i Film
- Sunce sja!, Jugoton, 1987.
- Zemlja sreće, Jugoton, 1989.
- Hrana za golubove, Croatia Records, 1992.
- Greatest hits Vol. 1, Croatia Records, 1994., kompilacija
- Greatest hits Vol. 2, Croatia Records, 1996., kompilacija
- Sve najbolje, Croatia Records, 2001.

### Singlovi
- 1980. - "Kad si mlad" / "Zajedno" (Suzy)
- 1981. - "Zamisli život u ritmu muzike za ples" / "Radio ljubav" (Helidon)
- 1982. 
  1. "Zona sumraka" / "Espana" (Jugoton)
  2. "Pljačka stoljeća" / "Zagreb je hladan grad" (Jugoton)
- 1983.
  1. "Ti zračiš zrake" / "Mi nismo sami" (Jugoton)
  2. "Boje su u nama" / "Istina piše ne zidu" (Jugoton)

## Vanjske poveznice
- MySpace stranice Jure Stublića
- Discogs - Diskografija Jure Stublića